# August Theodor Hammar
August Theodor Hammar, född 28 januari 1858 i Mjällby församling i Blekinge län, död 17 oktober 1916 i Bårslövs församling i dåvarande Malmöhus län, var en svensk präst.
Hammar var son till kyrkoherde Hans Birger Hammar den äldre och bror till Hans Birger Hammar den yngre. Han disputerade på avhandlingen Om nådens ordning med särskild hänsyn till Schartaus och Luthers framställning i Lund 1895, blev docent där i praktisk teologi samma år, var kyrkoherde i Äsphults församling i Lunds stift från 1900 och i Bårslövs församling i samma stift från 1910.
Han var från 1902 gift med Emma Hökerberg (1870–1956) och är genom sonen Hans Bernhard Hammar farfar till  Hans Börje Hammar, K.G. Hammar, Henrik Hammar och Anna Karin Hammar, av vilka flera är präster. Han är begravd i familjegrav på Lunds norra kyrkogård.